# Аглаура (Кекропова кћерка)
Аглаура (грч. Ἄγραυλος) је у грчкој митологији најпре био само епитет богиње Атене, да би касније постала самостална личност, њена прва свештеница којој је посвећен празник Плинтерије.

## Митологија
Била је кћерка краља Кекропа која је са Арејем имала кћерку Алкипу (али и са Хермесом сина Керика). Њој и њеним сестрама Херси и Пандроси, Атена је предала на чување котарицу са малим Ерихтонијем, али им је наредила да је не отварају. За разлику од Пандросе, друге две сестре су биле радознале и отвориле котарицу. У њој су виделе дете обавијено змијама и полуделе су од тог призора. Зато су се убиле скочивши са Атинског акропоља у амбис.
Према другом и новијем предању, Атена је била љута на Аглауру јер је отворила котарицу и у њеном срцу је распламсала љубомору према рођеној сестри Херси. Пошто се Хермес био заљубио у Херсу, поткупио је златом њену старију сестру да му омогући да дође до ње. Иако је узела злато, спречавала је да се љубавници састану, све док се Хермес није ражестио и претворио је у камен.

## Култ
Пошто је у миту у Атици Аглаура описана као хероина која се због пророчанства својом вољом бацила у провалију, Атињани су јој подигли и светилиште на северној страни Акропоља и у њему су се младићи из Атине заклињали да ће бранити отаџбину. „Agraulos“ је некад била титула Богиње Месец и има слично значење као и „Aglauros“; први је хомерски епитет за пастире, а други (као и имена Аглауриних сестара) односи се на месец као извор росе која освежава пашњаке. У Атини су девојке у лето, а у време пуне месечине, излазиле да скупљају росу. Овај обичај задржао се у Енглеској до 19. века. Празник се звао Херсефорија (скупљање росе). Аглаура, као епитет богиње Атене се дуго поштовала на Кипру и приношене су јој људске жртве. Могуће је да одатле вуче корене и обред из Микене, где пронађена златна алка показује како се три свештенице приближују храму од којих две, које су испред, просипају росу, а трећа (вероватно Аглаура) има гранчицу везану уз лакат. Део мита који помиње Хермесово плаћање златом Аглаури, ради подвођења сестре Херсе, највероватније се односи на ритуалну проституцију свештеница пред ликом богиње претворене у
камен. Свете кошаре, које су девојке носиле у тим приликама, попут оне у миту, можда су садржавале фалистичке (попут змија) и оргастичке предмете. Ова обредна проституција обожаватељки богиње Месец одржавала се и на Криту, Кипру, у Сирији, Малој Азији и Палестини.

## Тумачење
Роберт Гревс је сматрао да је прича о Аглауриној смрти морална анегдота која је упозоравала да се атинске мистерије никако нису смеле оскрнавити.